# Česká volejbalová extraliga mužů 2005/2006
Kooperativa volejbalová extraliga mužů 2005/06. (Kooperativa hlavní sponzor extraligy)

## Konečná tabulka po 27. kole
| Poř. | Tým                           | Záp. | Výh. | Por. | Sety  | Míče      | Body |
| ---- | ----------------------------- | ---- | ---- | ---- | ----- | --------- | ---- |
| 1.   | VK DHL Ostrava                | 27   | 22   | 5    | 73:20 | 2223:1848 | 49   |
| 2.   | VK Dukla Liberec              | 27   | 19   | 8    | 64:43 | 2429:2257 | 46   |
| 3.   | volleyball.cz Kladno          | 27   | 19   | 8    | 65:45 | 2495:2378 | 46   |
| 4.   | VK Ferram Opava               | 27   | 17   | 10   | 56:45 | 2295:2160 | 44   |
| 5.   | VK Jihostroj České Budějovice | 27   | 14   | 13   | 58:56 | 2544:2502 | 41   |
| 6.   | SK Volejbal Ústí n. Labem     | 27   | 11   | 16   | 44:61 | 2212:2418 | 38   |
| 7.   | VSC Fatra Zlín                | 27   | 10   | 17   | 42:59 | 2229:2320 | 37   |
| 8.   | JMP Volejbal Brno             | 27   | 9    | 18   | 42:62 | 2269:2383 | 36   |
| 9.   | VO Kocouři Vavex Příbram      | 27   | 9    | 18   | 44:63 | 2311:2449 | 36   |
| 10.  | VK Karbo Benátky n. Jizerou   | 27   | 5    | 22   | 36:70 | 2181:2473 | 32   |

Při rovnosti bodů rozhodoval mezi týmy Brna a Příbramí podíl míčů.

## Vyřazovací boje

### Čtvrtfinále
- VK DHL Ostrava - JMP Volejbal Brno 4 : 0 na zápasy
- VK Dukla Liberec - VSC Fatra Zlín  4 : 1 na zápasy
- volleyball.cz Kladno - SK Volejbal Ústí n. Labem 4 : 1 na zápasy
- VK Jihostroj České Budějovice - VK Ferram Opava 4 : 2 na zápasy

### Semifinále
VK Dukla Liberec - volleyball.cz Kladno 4 : 1 na zápasy
- 29. 3. Liberec - Kladno 3 : 1 (-21, 15, 15, 24)
- 30. 3. Liberec - Kladno 2 : 3 (-19, -23, 21, 24, -15)
- 3. 4. Kladno - Liberec 3 : 2 (-22, -12, 19, 31, 13)
- 4. 4. Kladno - Liberec 3 : 2 (20, -23, 18, -23, 13)
- 7. 4. Liberec - Kladno 1 : 3 (-21, -22, 25, -14)

VK DHL Ostrava - VK Jihostroj České Budějovice 4 : 0 na zápasy
- 29. 3. Ostrava - Č. Budějovice 3 : 0 (20, 24, 14)
- 30. 3. Ostrava - Č. Budějovice 3 : 0 (18, 18, 15)
- 3. 4. Č. Budějovice - Ostrava 0 : 3 (-22, -15, -26)
- 4. 4. Č. Budějovice - Ostrava 1 : 3 (-20, -11, 22, -17)

### O 3.Místo
(na 3. vítězná utkání)
VK Dukla Liberec - VK Jihostroj České Budějovice 3 : 1 na zápasy
- 20. 4. Liberec - Č. Budějovice 3 : 2 (15,-21,-16,22,13)
- 21. 4. Liberec - Č. Budějovice 3 : 0 (25,22,22)
- 25. 4. Č. Budějovice - Liberec 3 : 2 (-16,20,19,-26,14)
- 26. 4. Č. Budějovice - Liberec 1 : 3 (-21,25,-17,-20)

### Finále
(na 4. vítězná utkání)
VK DHL Ostrava - volleyball.cz Kladno 4 : 1 na zápasy
- 20. 4. Ostrava - Kladno 3 : 2 (17,21,-22,-19,12)
- 21. 4. Ostrava - Kladno 3 : 2 (25,-24,-23,21,13)
- 25. 4. Kladno - Ostrava 3 : 2 (17,-17,23,-11,10)
- 27. 4. Kladno - Ostrava 1 : 3 (23,-15,-23,-19)
- 29. 4. Ostrava - Kladno 3 : 0 (22, 21, 19)

## Konečná tabulka
| Pořadí | Tým                           |
| ------ | ----------------------------- |
| 1.     | VK DHL Ostrava                |
| 2.     | volleyball.cz Kladno          |
| 3.     | VK Dukla Liberec              |
| 4.     | VK Jihostroj České Budějovice |
| 5.     | VK Ferram Opava               |
| 6.     | SK Volejbal Ústí n. Labem     |
| 7.     | VSC Fatra Zlín                |
| 8.     | JMP Volejbal Brno             |
| 9.     | VO Kocouři Vavex Příbram      |
| 10.    | VK Karbo Benátky n. Jizerou   |

## Baráž
po vítězství v baráži 4:1 na zápasy nad Sokolem Dobřichovice se VK Benátky n. J. udržely v extralize mužů.